# Torre Kollhoff

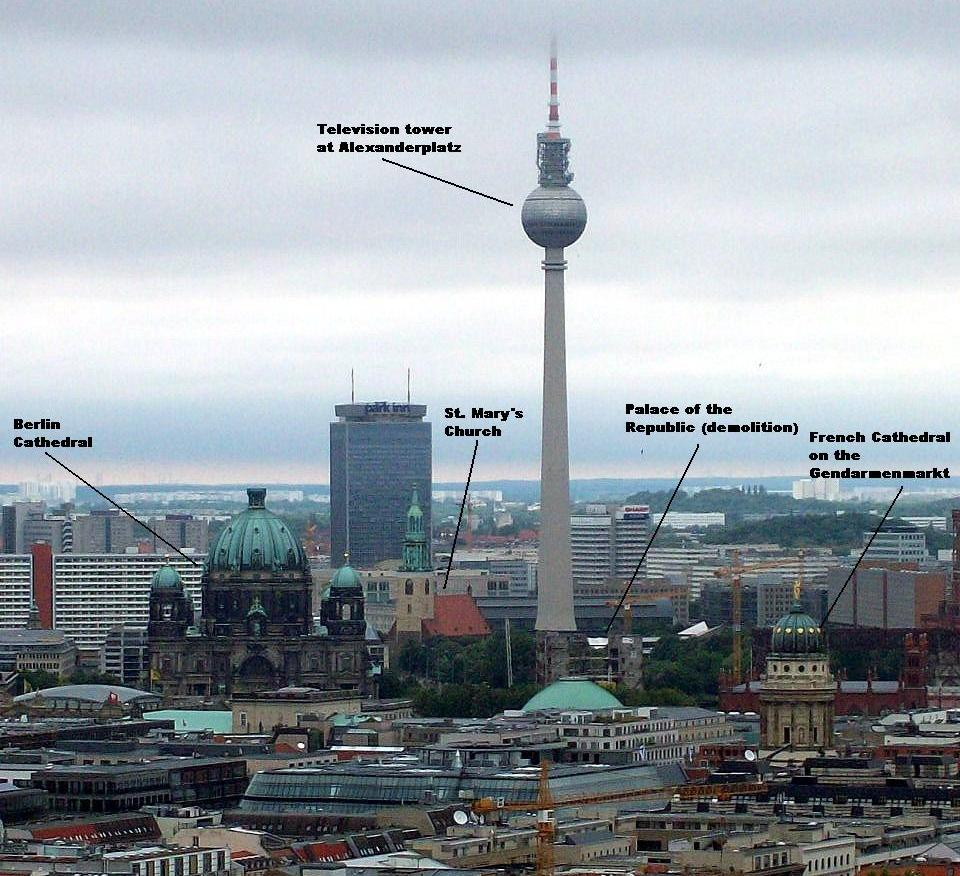
Vista de la torre Kollhoff

La Torre Kollhoff, también conocida como Kollhoff-Tower, es un edificio de 103 metros de altura y 25 plantas situado en Berlín, capital de Alemania. Se finalizó en 1999, en el reconstruido barrio Potsdamer Platz, en el centro de la ciudad.
Junto con el edificio BahnTower (103 metros) al norte y la torre de oficinas debis-Haus (106 metros)  al sur, constituye un conjunto de gran altura en el centro de la capital. El edificio lleva el nombre de su arquitecto Hans Kollhoff de la firma de arquitectos Kollhoff Timmermann. Firma que también ha participado en proyectos cercanos por el centro de Berlín y por toda Alemania, sus diseños se inspiran el los rascacielos de principios del siglo XX que fueron construidos en Estados Unidos. 
Los pisos inferiores están destinados a las tiendas, mientras que los pisos superiores son reservados para oficinas. En el nivel superior hay una plataforma de observación, a lo que se accede mediante el ascensor más rápido de Europa, que transportan a los pasajeros 8,65 metros por segundo.
A principios de 2008 se alzaron varios andamios para la reparación de la fachada del edificio. Al penetrar en la fachada la humedad de los ladrillos, esto puede causar daños por congelación, lo que lleva a la caída de elementos de la fachada. La acera en todo el edificio estaba oculta bajo una estructura de andamios hasta 2009 para proteger a los peatones. Desde principios de junio de 2010 la plataforma de observación volvió a abrir al público.
Además, en la torre hay una exposición permanente ("Berlín Vista en la plaza Potsdamer Platz") acerca de la historia de la Potsdamer Platz, así como una cafetería totalmente acristalada panorámica.